# Lake Koshkonong
Lake Koshkonong – jednostka osadnicza w Stanach Zjednoczonych, w stanie Wisconsin, w hrabstwie Jefferson.